# Elzenpropjeswants
De elzenpropjeswants (Oxycarenus modestus) is een wants uit de onderfamilie Oxycareninae en uit de familie bodemwantsen (Lygaeidae).

## Uiterlijk
De kop, het halsschild (pronotum) en schildje (scutellum) zijn zwartbruin. De antenne is donker, alleen een deel van het tweede segment is lichtbruin. Het connexivum (aan de zijkant zichtbare deel achterlijf) is onscherp bruin gevlekt. De voorvleugels met het membraan (het doorschijnende deel) zijn gedeeltelijk witachtig en gedeeltelijk zwart met bruin. De lengte is 3,1 – 4 mm.

## Verspreiding en habitat
De elzenpropjeswants komt voor in Europa van Scandinavië tot in het Middellandse Zeegebied (maar hij ontbreekt in Groot-Brittannië) en in Azië.

## Leefwijze
De soort leeft op els (Alnus) (zwarte els (Alnus glutinosa), witte els (Alnus incana)) en zuigt aan de zaadknoppen en zaden. Bij uitzondering worden ze ook op de aan de els verwante berk (Betula) gevonden. De imago’s overwinteren in de geopende verhoute katjes (elzenproppen), achter de losse schors, in de strooisellaag of in andere bomen. De paring vindt plaats van april tot in juni. Omdat de eieren gedurende een lange periode gelegd worden, kunnen nimfen van mei tot september waargenomen worden. De eieren worden in de elzenproppen gelegd. Imago’s van de nieuwe generatie zijn er vanaf juli.

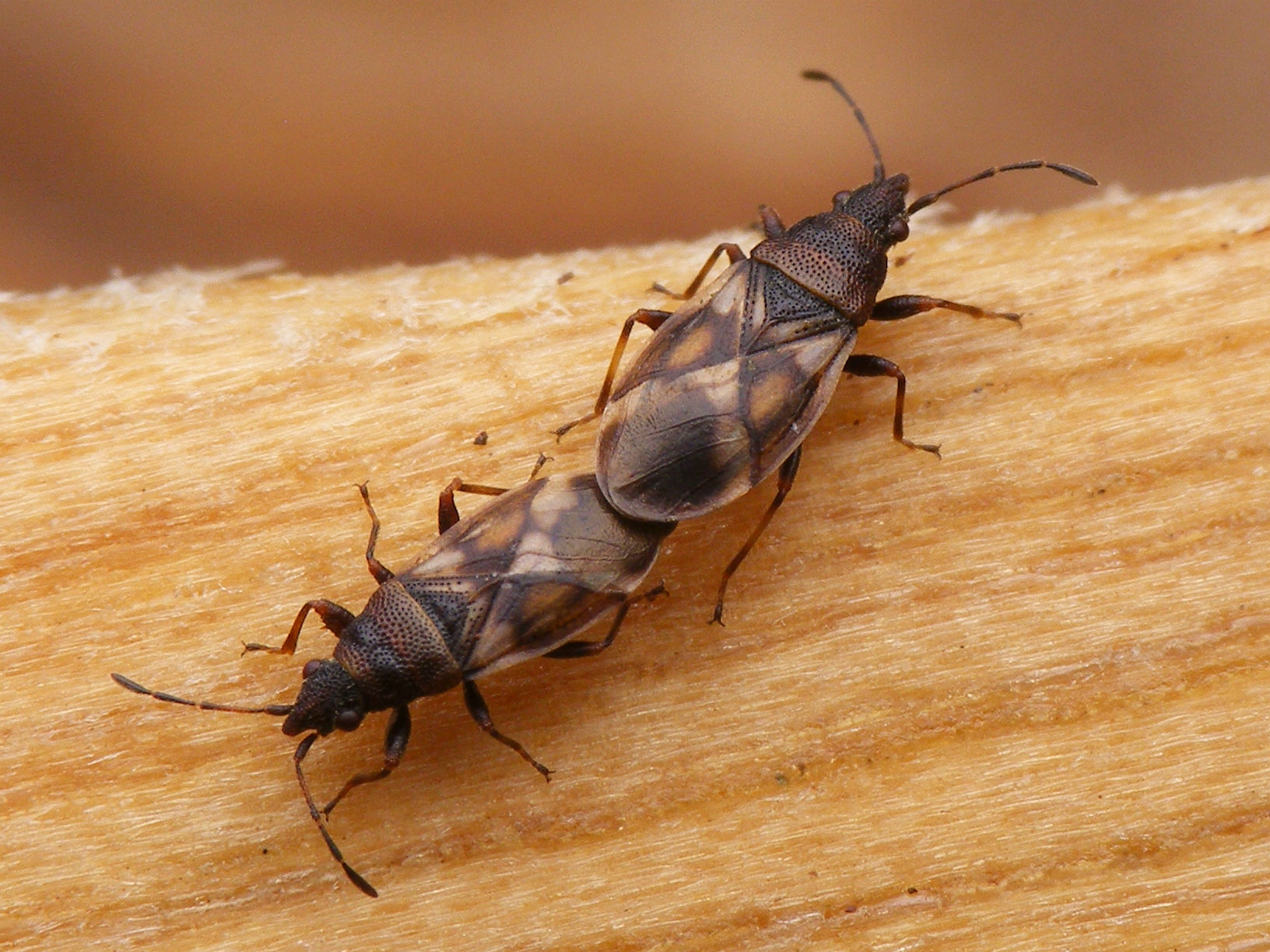
Paring elzenpropjeswants
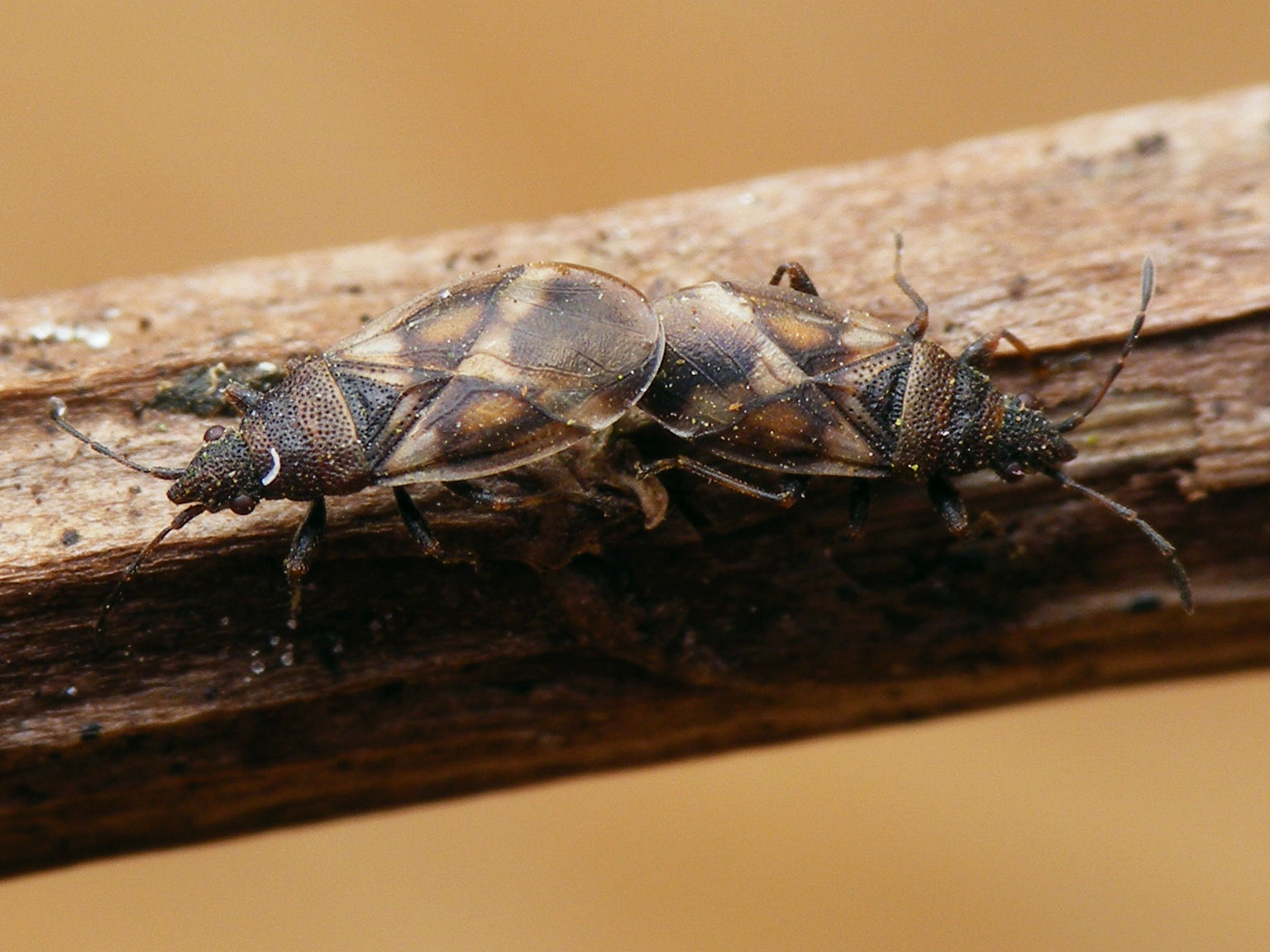
Paring elzenpropjeswants
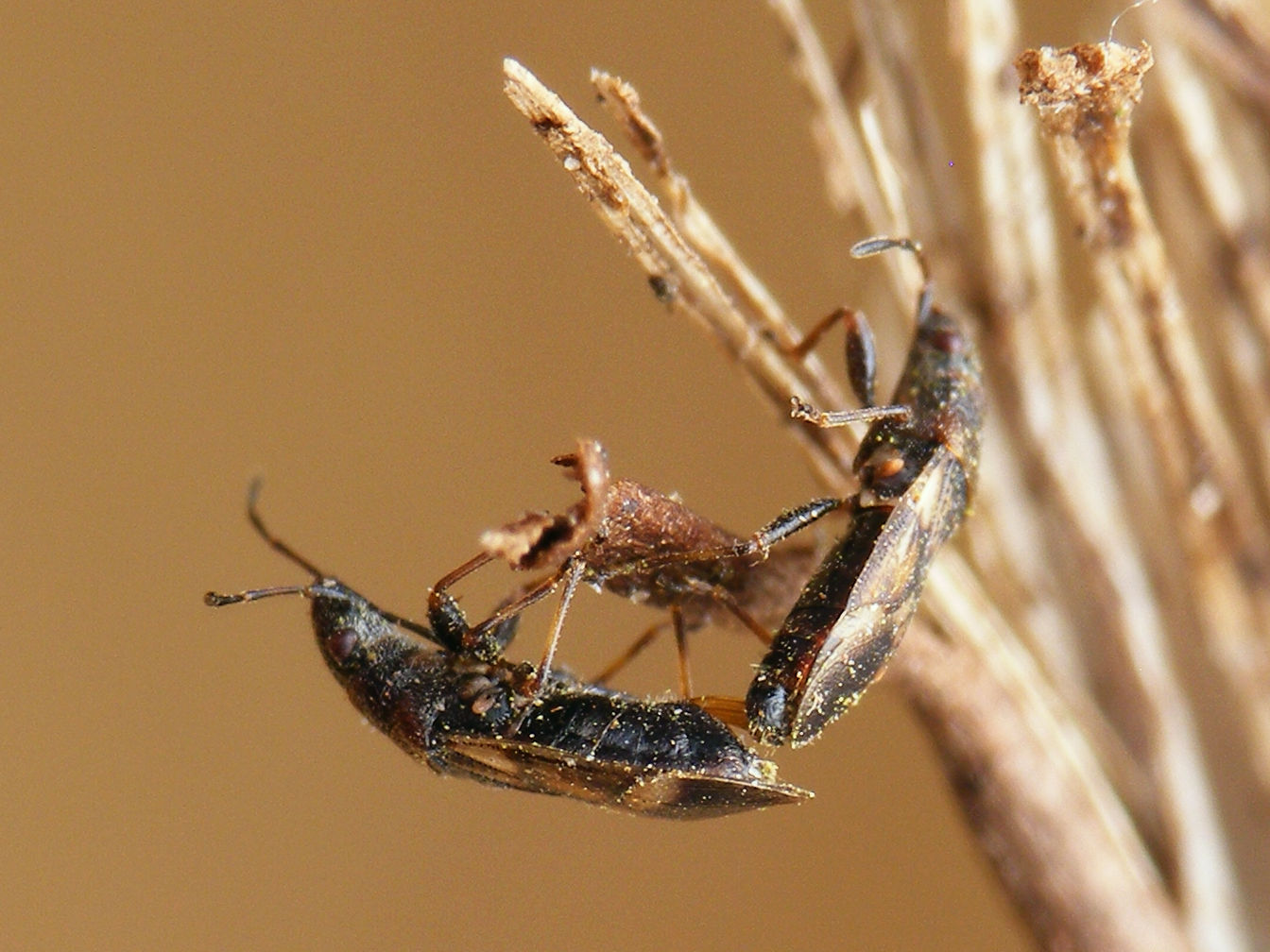
Paring elzenpropjeswants
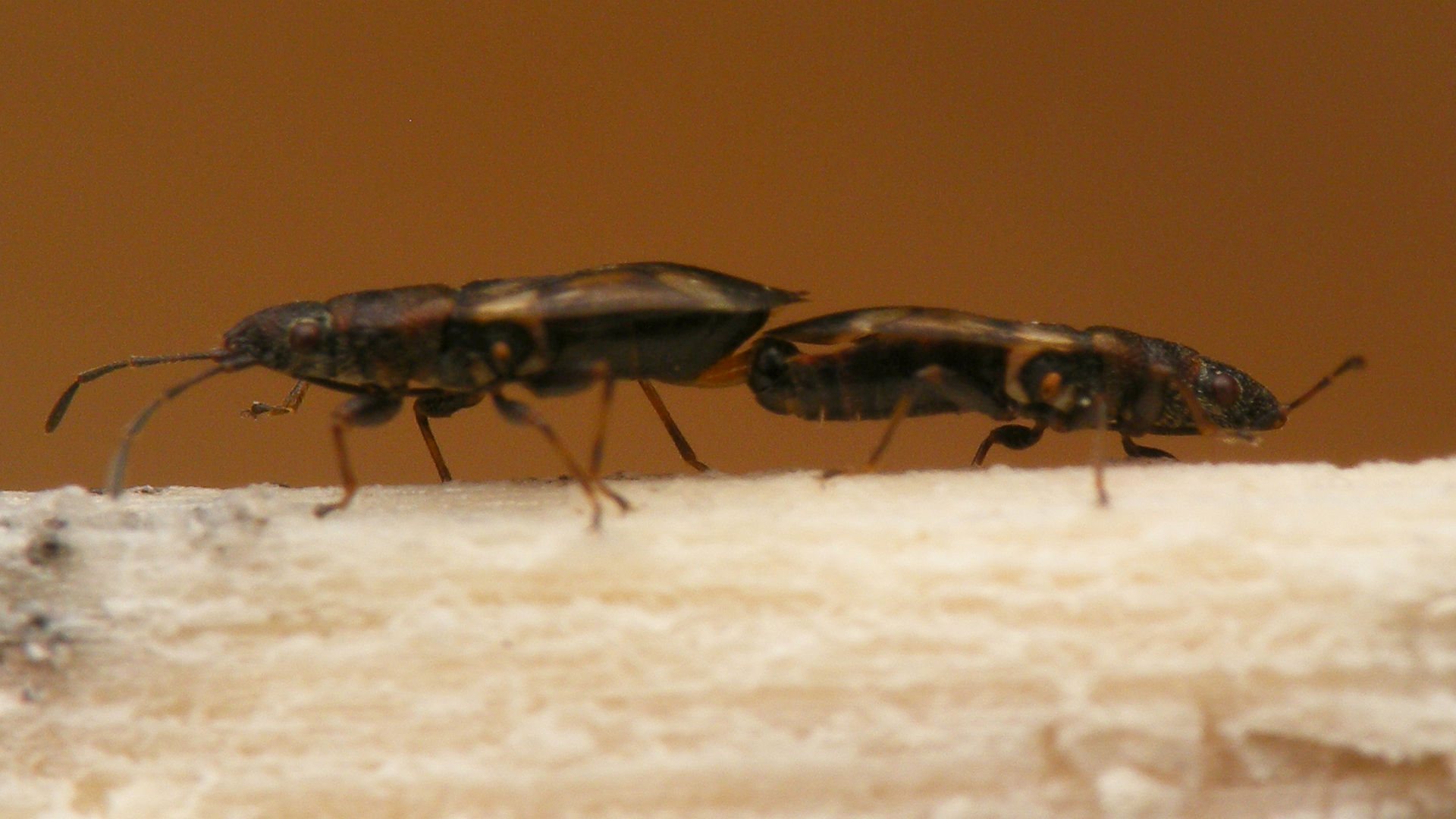
Paring elzenpropjeswants